# Персидская княжна

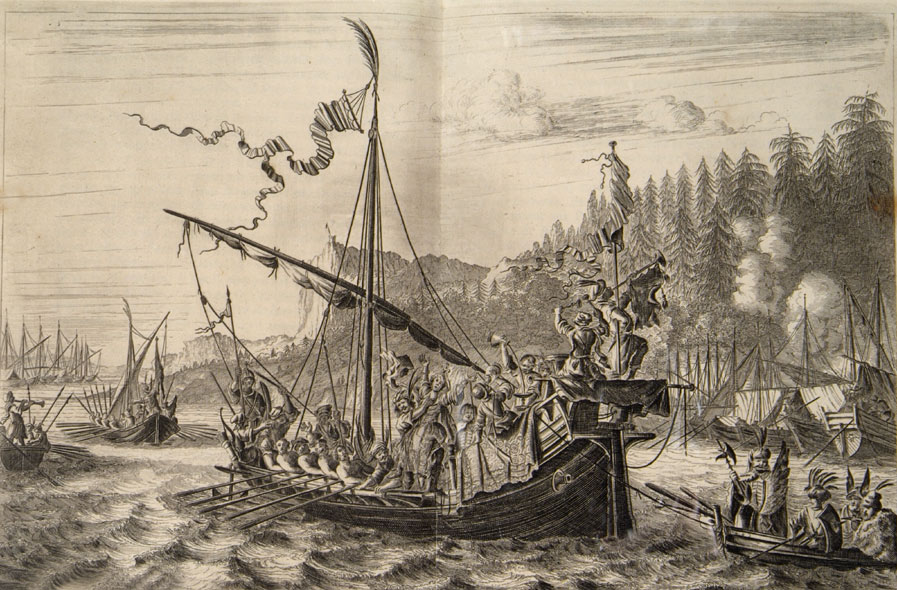
Степан Разин бросает персидскую царевну в Волгу. Иллюстрация из амстердамской книги 1681 года.

Персидская княжна — безымянный персонаж легенд о Степане Разине. Дочь персидского военачальника, которую Разин захватил в плен и сделал своей любовницей, а позже утопил в Волге. Самая известная версия этого сюжета содержится в песне «Из-за острова на стрежень». Княжна стала персонажем ряда других литературных и музыкальных произведений, фильмов. Исследователи полагают, что она могла не существовать в реальности и что связанный с ней сюжет является фольклорным.

## В исторических источниках
Считается, что в бою с персидским флотом у Свиного острова летом 1669 года Разин захватил в плен дочь вражеского флотоводца Мамед-хана, имя которой неизвестно. Пленницу он оставил при себе, привёз в конце лета того же года в Астрахань и ещё до ухода на Дон осенью утопил её, бросив в Волгу.
Долгое время был известен только один источник, рассказывающий об этом сюжете, — изданные в 1675 году воспоминания Яна Стрёйса, голландца на русской службе, который в 1669 году видел разинцев в Астрахани. Стрёйс пишет о Разине: «При нём была персидская княжна, которую он похитил вместе с её братом. Он подарил юношу господину Прозоровскому, а княжну принудил стать своей любовницей. Придя в неистовство и запьянев, он совершил следующую необдуманную жестокость и, обратившись к Волге, сказал: „Ты прекрасна, река, от тебя получил я так много золота, серебра и драгоценностей, ты отец и мать моей чести, славы, и тьфу на меня за то, что я до сих пор не принёс ничего в жертву тебе. Ну хорошо, я не хочу быть более неблагодарным!“ Вслед за тем схватил он несчастную княжну одной рукой за шею, другой за ноги и бросил в реку. На ней были одежды, затканные золотом и серебром, и она была убрана жемчугом, алмазами и другими драгоценными камнями, как королева. Она была весьма красивой и приветливой девушкой, нравилась ему и во всем пришлась ему по нраву. Она тоже полюбила его из страха перед его жестокостью и чтобы забыть своё горе, а всё-таки должна была погибнуть таким ужасным и неслыханным образом от этого бешеного зверя».